# Arena Po
Arena Po là một đô thị ở tỉnh Pavia trong vùng Lombardia của Ý, có cự ly khoảng 45 km về phía đông nam của Milan and about 20 km về phía đông nam của Pavia. Tại thời điểm ngày 31 tháng 12 năm 2004, đô thị này có dân số 1.595 người và diện tích là 22,3 km².
Arena Po giáp các đô thị sau: Bosnasco, Castel San Giovanni, Pieve Porto Morone, Portalbera, San Zenone al Po, Spessa, Stradella, Zenevredo, Zerbo.